# Мусульманская молодёжь
Мусульманская молодёжь (партия) — исламская фундаменталистская экстремистская организация образованная в конце 1950-х — начале 1960-х годов в Афганистане (Королевство Афганистан) профессором теологии Кабульского университета Гулямом Мохаммадом Ниязи.

## История создания и политическая платформа
В конце 1960-х годов наиболее активно развивалось студенческое крыло партии — «Джаванани-е мусульман» под руководством Абдул Рахима Ниязи (Абдур-Рахим Ниязи). Главным достижением «Джаванани-е мусульман» являлось омоложение организации «Мусульманская молодёжь» за счёт привлечения большого числа новых, а главное молодых членов партии из среды кабульского студенчества.
По мнению историков, «Джаванани-е мусульман» под руководством Абдул Рахима Ниязи сформировалась, как консолидированная политическая сила в 1969 году.  В состав Совета «Джаванан-е мусульман» входили: Мавлави Хабиб ар-Рахман, Абдул Кадыр Тавоно, доктор Мухаммад Омар, инженер Гульбетдин Хекматияр, инженер Хабиб ар-Рахман, инженер Сайфудин Насратьяр, Гулям Раббани Атиш, Сейид Абдуррахман, профессор Гул Мухаммад и другие.
По мнению Гульбетдина Хекматияра, фактическим руководителем «Мусульманской молодёжи» всё же был не Гулам Мухаммад Ниязи, а Абдул Рахим Ниязи. 

О профессоре Г. М. Ниязи, которому мы очень благодарны за веру в нас и поддержку этого уникального движения, мы должны сказать всю правду. Он до конца своей жизни не имел официального членства в движении и всегда говорил: я извне поддерживаю вас, молюсь за ваши успехи, но мое общественное положение не позволяет мне быть вместе с вами... Руководящую роль в движении играл Абдул Рахим Ниязи, хотя в этом вопросе не было принято официального решения, его не избирали амиром, но естественным путем сложилось такое положение, что он практически руководил движением— Гульбетдин Хекматияр (из книги В.М. Спольникова) «АФГАНИСТАН. Исламская оппозиция, истоки и цели»
Бурхануддин Раббани, Абдул Расул Сайяф имеют, иные — различные друг от друга мнения. Но сходятся они в одном, что Гулям Мохаммад Ниязи, старался держаться в тени «за занавесом», говоря словами Г. Хекматияра: «...мое общественное положение не позволяет мне быть вместе с вами...»

— Б. Раббани утверждал:

Был создан новый Исполнительный совет, который избрал из своего состава Амира общества. Совет единогласно предложил мою кандидатуру в качестве Амира, по моему предложению, профессор А.Р. Сайяф был избран моим заместителем, инженер Хабиб Рахман — секретарем совета, а С. Насратьяр — заместителем секретаря... Конечно, это не означало, что роль профессора Г. М. Ниязи на этом закончилась. Он участвовал в качестве ответственного во всех делах— Бурхануддин Раббани (из книги В.М. Спольникова «АФГАНИСТАН. Исламская оппозиция, истоки и цели»)
По утверждению Б. Раббани, Амиром организации был он сам. По версии же А.Р. Сайяфа «организацию возглавил Хабиб Рахман», а он был его заместителем.
В середине 60-х годов теологический (богословский) и инженерный факультеты Кабульского университета стали главным центром подпольной исламской политической активности. Под руководством декана данного факультета профессора Г.М. Ниязи была создана исламская группа, членами которой стали студенты и преподаватели университета. Приблизительно на этот же период приходится создание группы и на инженерном факультете, того же университета, признанными лидерами которого были Гульбеддин Хекматияр, Сейфуддин Нафатьяр и Хабиб Рахман. Они и стали инициаторами объединения двух исламских групп университета.
В 1969 году на тайном собрании, состоявшемся на квартире авторитетного профессора факультета теологии Кабульского университета из двух групп организации «Братья мусульмане» была образована первая афганская исламская фундаменталистская организация «Мусульманская молодежь».
Главным органом организации являлся «Высший совет», в него входили учредители партии: Г. М. Ниязи, Б. Раббани, М. Тавана, А. Р. Сайяф, Г. Хекматияр. Деятельностью военного крыла руководили Г. Хекматияр и С. Нафатьяр. «Мусульманская молодежь» стал ударной силой исламской радикальной организации «Братья мусульмане», с самого начала деятельности заявив о себе, как крайне экстремистская организация.
С момента создания организация «Мусульманская молодежь» позиционировала себя, как крайне реакционная экстремистская организация из числа студенческой молодежи, из радикальной настроенной мелкобуржуазной интеллигенции, то есть дети представителей крестьянской семьи, традиционно глубоко религиозной, начавшая жизнь в городе, учащаяся в ВУЗе, или закончившая его. Главными идеологическими противниками «Мусульманская Молодежь» объявила лево-демократические силы, в первую очередь НДПА..

По мнению французского историка О. Руа — первый исламистский кружок носил название «Устад» (наставник), в дальнейшем он был переименован в «Исламское общество Афганистана», его также называли «Исламским движением»: «Тахрек-е Ислами», «Нахзат-е Ислами». Другие учёные утверждают, что первые кружки исламистской направленности были образованы в середине 60-х годов.
В частности советский историк В.Н. Спольников, придерживается точки зрения, что основателем исламистского движения в Афганистане является, никто иной как, профессор теологии Гулям Мохаммад Ниязи. Организация впервые заявила о себе в 1957 году. Профессор Г.М. Ниязи собрал небольшую ячейку своих единомышленников в духовной семинарии «Абу Ханефа» в Пагмане.
Ячейка разрослась в движение и быстро начала набирать своих сторонников, в большей степени, после смещения в 1963 году Премьера Правительства Мухаммеда Дауда. Профессор Г.М. Ниязи к тому времени уже стал признанным лидером исламистов в Афганистане. К началу 1973 года тайная организация исламистски ориентированных профессоров структурировала свою организацию, назвав её «Братья-мусульмане». Была избрана «Шура» (совет) под руководством Бурхануддина Раббани.
При содействии организации «Братьев-мусульман» в Кабульском университете начала свою деятельность правая религиозно-политическая группа «Мусульманская молодежь», в руководящий состав которой вошли: Гульбеддин Хекматьяр, Абдуррахим Ниязи, Абдуррасул Саяф и Раббани Пагмани. Важно отметить, большинство состава её членов, не имели базового религиозного образования и не имели контактов с клерикальным духовенством.
Надо отметить, что подавляющая часть членов исламистской организации обучались в светских учебных заведениях, однако находились под сильным влиянием трёх мусульманских богословов-фундаменталистов: индийского мусульманина Абул Хассана Али Надави, основателя пакистанского «Джамияте-ислами», руководителя движения за более исламский Пакистан Абул Али Маддуди и основателя исламистской экстремистской организации «Братья-мусульмане» в Египте Сайеда Кутба.
Значительную роль в создании данных исламистских организаций сыграли богословы из Саудовской Аравии. Исламисты ставили целью распространение Корана на все аспекты государственной и общественной жизни. Право на реализацию в жизнь светских понятий: национализма, либерализма, демократии, капитализма, социализма, коммунизма полностью исключались.
Государственные институты планировалось использовать, как инструмент для достижения своих целей. По мнению лидеров «Мусульманской молодёжи», государство было необходимо для установления идеологических основ на принципах ислама, которыми являются Коран и Сунна.
Основополагающими принципами партии «Мусульманская молодёжь» являлось то, что государство должно управляться теми, кто верит в идеологию ислама, причём — одной веры в бога было недостаточно, чтобы управлять государством. Руководителями исламского государства по их учению, заслуживают быть те, чья жизнь целиком и полностью посвящена соблюдению и осуществлению законов ислама. «Не мусульманские» элементы в истинном исламском государстве должны быть полностью исключены из повседневной жизни. Суверенитет должны были ограничивать деятели мусульманского права по законам шариата. Государство, по мнению членов «Мусульманской молодёжи», это проведение бога другими средствами. Они отвергали реформистские принципы и взывали на политическую борьбу против неверных и атеистов. Джихад же, являлся инструментом для захвата государственной власти.
Членами партии «Мусульманской молодёжи» преимущественно являлись представители семей средних и мелких землевладельцев, они видели в победе исламистской диктатуры гарантии их социального благополучия. Врагами партии являлись деятели леводемократических сил и прогрессивная интеллигенция. В среде студенчества Кабульского университета и семинарии Аби Ханефа, членами «Мусульманской молодёжи» проводилась активная пропаганда. Произведения Кутба были переведены на языки народов Афганистана, также увидел свет «Трактат джихада» — призыв против лево-демократического сил, который распространялся в среде студентов.
Активные акции протеста против преобразований в стране начали проводить в период политического кризиса начала 1970-х годов. В мае 1970 года активисты «Мусульманской молодёжи» собрали в Кабуле более полутора тысяч мулл, требуя запрета деятельности прогрессивных и леводемократических партий. Акции и выступления «Мусульманской молодёжи» проходили по всей стране. Лишь насильственная высылка всех приехавших мулл из Кабула и подавление с помощью войск восстаний на периферии позволило правительству удержать ситуацию под контролем. После прихода к власти М. Дауда фундаменталисты перешли к вооруженному сопротивлению, проводимым им капиталистическим реформам.
К этому времени Г.М. Ниязи был арестован, Б. Раббани и Г. Хекматьяр бежали в Пакистан. Создав, при содействии пакистанских властей центров по подготовке повстанцев, в которых военную подготовку прошли около тысячи афганцев членов «Мусульманской молодёжи» — 22 июля 1975 года, её активисты организовали восстание в долине Панджшер, провинциях Бадахшан, Лагман, Логар. После подавления восстания, бывшие члены «Братьев-мусульман» и «Мусульманской молодежи» создали партию «Исламское общество Афганистана» (ИОА) во главе с Бурхануддином Раббани.
Восстание в Панджшерской долине и в других регионах вскоре было жестоко подавлено, 117 активистов были казнены, 600 было арестовано, погибло свыше 1000 повстанцев.

## Судьбы лидеров «Мусульманской молодёжи» после афганских восстаний 1975 года
В числе руководителей восстания было более сотни человек. Все без исключения, они состояли в организации «Мусульманская молодёжь» и прошли военную подготовку в Пакистане. Среди наиболее активных выделялись 117 активистов, большинство которых подверглось самым жестким мерам наказания — пожизненным заключениям и расстрелу. Среди них наиболее значимыми фигурами были основатели повстанческих движений, в недавнем прошлом студенты Кабульских университетов, лицеев, колледжей.
Двое из них — Мухаммад Насим Тарек Мослемьяр (1949-1979) и Мухаммад Надыр Бадахши (1952-1979) принимавшие участие в летнем сражении 1975 года с Правительственными войсками, после их подавления восстаний были арестованы, получили пожизненные сроки, а затем расстреляны 05.1979

— Другие основатели движения — доктор Мухаммад Омар (1951-1975), Моулави Хабиб (?-1977), Инженер Абдул Алам (?-1979), также были арестованы, пытаясь навязать борьбу режиму Дауда, сначала был приговорены к пожизненному заключению, позже, также был расстрелян 05.1979.

— Мухаммад Насим Тарек Мослемьяр (1949-1979), выпускник Кабульского лицея «Хабибия», в ходе сражения с правительственными войсками был ранен, арестован и приговорен к пожизненному заключению  — расстрелян 05.1979. Другой активный член радикальной организации Мухаммад Надыр Бадахши (1952-1979). Учился в Кабульском университете на факультете политических наук. В 1974 года в составе группы единомышленников «эмигрировал» в Пакистан, где прошёл военную подготовку, был арестован, расстрелян 05.1979.

— Основатель и активный член радикальной организации «Мусульманская молодёжь», выпускник богословского факультета Кабульского университета — профессор Голь Мухаммад (1946-1975) погиб в бою в долине Панджшер. В 1975 году, Голь Мухаммад, Моулави Хабиб Рахман и Хаджи Махфуз, находясь в Пакистане, организовали восстание по всему Афганистану.

— Другой сооснователь и активист организации, доктор Мухаммад Омар (1951-1975), выпускник медицинского факультета Кабульского университета. Он также, прошёл военную подготовку в Пакистане и в 1975 году был направлен для организации восстания против Правительства в провинцию Бадахшан. В 1975 году был арестован, приговорён к пожизненному заключению, впоследствии казнён.

— Моулави Хабиб Рахман (?-1977), сооснователь «Мусульманской молодёжи», к моменту начала мятежа 1975 года — профессор богословского факультета. В 1975 году для организации восстания из Пакистана был направлен в провинцию Лагман, где через месяц был арестован, в июне 1977 года осуждён и позже расстрелян.

— Инженер Абдул Алам (?-1979), сооснователь организации «Мусульманская молодёжь», деятельность начал будучи студентом Кабульского политехнического факультета университета. Как и другие активисты в 1974 году проходил военную подготовку в Пакистане. В 1975 году для организации восстания вместе с моулави Хабибом Рахманом был направлен в провинцию Лагман, где был арестован властями, приговорён к пожизненному заключению и расстрелян 05.1979 года.

## Раскол в организации
В дальнейшем, после восстания, начиная со второй половины 1975 года, в рядах исламистов организации «Мусульманская молодёжь», эмигрировавших в Пакистан, начинается разделение на суннитскую и шиитскую ветви фундаментальных направлений. С победой Исламской революции в Иране и приходом к власти в 1979 году шиитского духовенства во главе с Аятоллой Хомейни, начинается формирование шиитских партий афганских моджахедов.
Раскол произошёл и в рядах суннитских лидеров: ИОА разделилось — Г. Хекматьяр и Кази Мохаммад Амин сформировали новую организацию «Исламскую партию Афганистана» (ИПА). Группировка Б. Раббани оставило за собой прежнее название ИОА. В 1978 году была предпринята попытка вновь объединить эти партии под названием «Движения исламской революции» под руководством К.М. Амина, но это объединение успеха не имело, поскольку после поражения 1975 года Б. Раббани стал более умеренным политиком, а Г. Хекматьяр, придерживался радикальных (экстремистских) взглядов.
Этнические и региональные различия, в дальнейшем существенно сказались на организациях афганской исламистской оппозиции. После подавления серии восстаний, вплоть до свершения Апрельской революции 1978 года исламисты находящиеся в изгнании в Пакистане, активных действий против официальной власти в Кабуле не предпринимали.

## Бурхануддин Раббани «Исламское общество Афганистана»
Партия «Исламское общество Афганистана» ИОА была образована из первой исламистской политической организации «Мусульманская молодёжь». Только в 1973 года партия обрела название «Исламское общество» и возглавил ее профессор теологии Кабульского университета Бурхануддин Раббани.
Бурхануддин Раббани — относился к числу наиболее умеренных политиков среди других лидеров фундаменталистских партий Афганистана. Партия Исламское общество Афганистана была самой многочисленной, в неё входили партийные ячейки из числа таджиков, и пуштунов, узбеков и других этнических групп рассредоточенных по всему Афганистану. Представители партии являлись руководителями администраций ряда провинций и уездов, было у партии и достаточное количество сторонников в силовых ведомствах.

## Гульбетдин Хекматияр «Исламская партия Афганистана»
После прихода к власти в Кабуле генерала М.Дауда («Красного принца») в организации «Мусульманская молодежь» возник идеологический конфликт. Молодежное руководящее звено, в частности, Гульбетдин Хекматияр был сторонником незамедлительного вооруженного восстания с целью свержения М. Дауда и создания теократического государства.
В июне 1975 года сторонники Гульбеддина Хекматияра при поддержке пакистанского лидера Зульфикара Али Бхутто начали подготовку к восстанию в Панджшерской долине и в ряде провинций страны. Однако правительственные войска подавили этот мятеж, многие члены партии «Мусульманская молодежь» были казнены, посажены в тюрьмы, часть бежала за границу, преимущественно на пакистанскую территорию.
В Пакистане члены партии «Мусульманская молодёжь» получили необходимые условия для политической деятельности и начали тесное взаимодействие с пакистанскими спецслужбами, в частности ISI (пакистанская межведомственная разведка), использующей эти связи в том числе и с целью расширения своей агентуры в Афганистане для борьбы с режимом М. Дауда. Администрация Зия-уль-Хака способствовала созданию сети баз — центров подготовки афганской оппозиции на своей территории.

## См.также
- Афганская война (1979-1989)
- Афганские моджахеды
- Мятеж в Герате 1979 года
- Пешаварская семёрка